# اومورا یوشی‌آکی
اومورا یوشی‌آکی (به ژاپنی: 大村喜前 Ōmura Yoshiaki); ۱ ژانویهٔ ۱۵۶۸ – ۱۸ سپتامبر ۱۶۱۶ پسر اومورا سومیتادا، سامورایی، دایمیو در ولایت هیزن در دوره سنگوکو اهل ژاپن بود. در تهاجم ژاپن به کره (۱۵۹۸–۱۵۹۲) یکی از فرماندهان بود.
وی به مانند پدرش مسیحی بود اما در سال ۱۶۰۲ مسیحیت را رها کرد و به بوداگرایی نیچیرن تغییر دین داد. در نبرد سکیگاهارا در جبههٔ شرقی شرکت داشت.